# アートスクール・コンフィデンシャル
『アートスクール・コンフィデンシャル』（Art School Confidential）は、2006年に製作されたテリー・ツワイゴフ監督のブラック・コメディ映画。

## 概要
『ゴーストワールド』や『バッドサンタ』を監督したテリー・ツワイゴフが、ダニエル・クロウズ原作の短編コミックを映画化した。主演を務めるのは、映画監督であるアンソニー・ミンゲラの息子であるマックス・ミンゲラ。夢を追う若者たちが集うある意味シビアな美術学校で巻き起こる騒動を描いた、青春ブラック・コメディ。

## あらすじ
高校を飛び出した冴えない青年のジェローム（マックス・ミンゲラ）は、ニューヨークにある小さなアートスクールへ入学する。ピカソのような芸術家を目指すジェロームにとって、アートスクールへの入学は非常に意義のあるものだった。ところが、アーティストを目指す“芸術家”たちの野心とライバル心が渦巻く美術学校の生活は、ジェロームの前に壁となって立ちはだかる。ルームメイトのヴィンス（イーサン・サプリー）は、監督気取りで自主映画制作に明け暮れているし、講師のサンディフォード（ジョン・マルコヴィッチ）はジェロームの渾身の作品に目を向けようともしない。その上、友人のバード（ジョエル・ムーア）が親交を持つOBのジミー（ジム・ブロードベント）は美術学校を卒業したにもかかわらず酒びたりで無職のまま。そんな現実を目の当たりにし、ジェロームは肩を落とすのだったが、ある日デッサンのモデルをしている美女オードリー（ソフィア・マイルズ）に出会い、すっかり心を奪われてしまう。
しかし、当のオードリーはというと、描いた作品が講師から大絶賛され一躍校内の人気者となったジョナ（マット・キースラー）に心が傾いていてジェロームなど眼中にない様子。ジェロームは、ジョナに異常なほどの嫉妬心を持ち始めると同時に、校内の名声とオードリーの気を引くためにより一層本気になる。
そんな頃、学校の敷地内で不可解な連続殺人事件が起き始めていた……。

## キャスト
- ジェローム：マックス・ミンゲラ
- オードリー：ソフィア・マイルズ
- サンディフォード：ジョン・マルコヴィッチ
- ジミー：ジム・ブロードベント
- ヴィンス：イーサン・サプリー
- バード：ジョエル・ムーア
- 芸術史講師：アンジェリカ・ヒューストン
- ジョナ：マット・キースラー
- マーヴィン・ブッシュミラー：アダム・スコット
- アートディーラー：マイケル・ラーナー
- ボブ：スティーヴ・ブシェミ（ノンクレジット）
- キャンダス：キャサリン・メーニッヒ
- ロニー：マーシャル・ベル

## スタッフ
- 監督：テリー・ツワイゴフ
- 音楽：デヴィッド・キティ
- 脚本：ダニエル・クロウズ
- 原作：ダニエル・クロウズ
- 製作：リアンヌ・ハルフォン、ジョン・マルコヴィッチ、ラッセル・スミス
- 撮影：ジェイミー・アンダーソン
- 編集：ロバート・ホフマン
- 製作総指揮：バーバラ・A・ホール